# Подмихайля
Подмиха́йля (укр. Підмихайля) — село в Новицкой сельской общине Калушского района Ивано-Франковской области Украины.
Село расположено на правом берегу реки Ломница (приток Днестра).
Население по переписи 2001 года составляло 2845 человек. Занимает площадь 18,56 км². Почтовый индекс — 77352. Телефонный код — 03472.